# Globularia meridionalis
Espèce
Globularia meridionalis est une espèce de la famille des Plantaginaceae.

## Répartition
Son aire d'origine de cette espèce est le Sud Est des Alpes, les Appennins, la péninsule balkanique et pousse principalement dans le biome tempéré.

## Description
C'est un sous-arbrisseau qui a un feuillage persistant foncé et des têtes de fleurs sphériques bleu vif. 

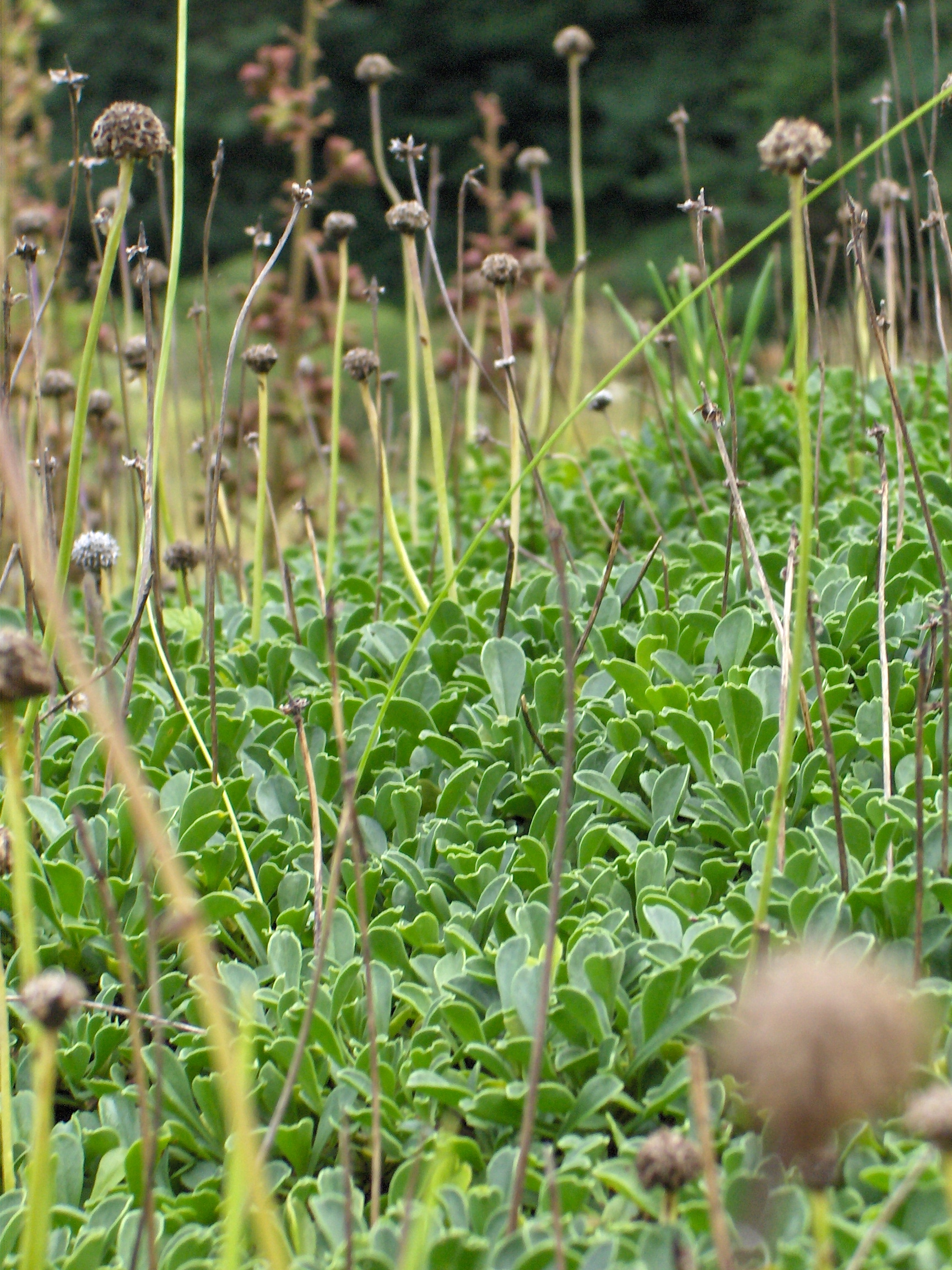
Feuillage et graines.

## Systématique
Le nom correct complet (avec auteur) de ce taxon est Globularia meridionalis (Podp.) O.Schwarz.
Le basionyme de ce taxon est : Globularia cordifolia meridionalis Podp.
Ce taxon porte en français le nom vernaculaire ou normalisé suivant : globulaire méridionale.
Globularia meridionalis a pour synonymes :
- Globularia bellidifolia Ten.
- Globularia cordifolia subsp. bellidifolia (Nyman) Wettst.
- Globularia cordifolia subsp. meridionalis Podp.
- Globularia nana subsp. bellidifolia (Ten.) Nyman